# 崔衡
崔衡（435年—488年），字伯玉，清河郡东武城县（今河北省衡水市故城县）人，镇西将军、陕城镇镇将、武陵公崔宽长子，北魏官员。

## 生平
崔衡年轻时以孝道而著称，学习族人崔浩的书法，笔迹很是相像。天安元年（466年），崔衡升任内秘书中散，颁布的诏令和皇帝读的书，大多都是崔衡所写。崔衡举荐李冲、李元恺、程骏等人，最终都成为著名人物，舆论因此称赞崔衡。承明元年（476年），崔衡升任内都坐令，善于审判案件，魏孝文帝元宏称赞他。太和二年（478年），崔衡袭父爵武陵公、镇西将军，升任给事中。魏孝文帝巡视时，任命崔衡为大都督长史。崔衡涉猎图书史籍，文笔很好。当时柔然入侵北魏边境，崔衡陈述军事防御的方法和有利于国家百姓的策略一共五十多条。崔衡之后以镇西将军外任泰州刺史，爵位改为齐郡公。之前，河东郡遇到饥荒，抢劫盗窃大量发生，崔衡到后，采用龚遂的办法，鼓励督促耕田种桑，一年之中盗贼就销声匿迹。太和十二年（488年），崔衡去世，虚岁五十四。朝廷赠予散骑常侍、左光祿大夫、镇西将军、冀州刺史，赐予帛一千匹、谷一千斛，谥号惠公。崔衡有五个儿子。

## 家庭

### 兄弟
- 崔恕，北魏尚书郎

### 子女
- 崔敞，北魏龙骧将军、中散大夫、赵郡太守、齐郡侯
- 崔鍾，北魏征北将军、金紫光禄大夫、冀州大中正
- 崔朏，北魏京兆王元愉录事参军